# Élections législatives luxembourgeoises de 1989
Les élections législatives de 1989 (en luxembourgeois : Chamberwale vum 18. Juni 1989 et en allemand : Kammerwahl vom 18. Juni 1989) ont eu lieu le 18 juin 1989 afin de désigner les soixante députés de la législature 1989-1994 de la Chambre des députés du Luxembourg.

## Résultats

### Résultats nationaux
|                        |                                                                  |           |       |      |        |               |  |  |  |  |  |  |  |  |
| Partis                 | Partis                                                           | Voix      | %     | +/-  | Sièges | +/-           |  |  |  |  |  |  |  |  |
|                        | Parti populaire chrétien-social (CSV)                            | 974 530   | 31,67 | 3,22 | 22     | 3             |  |  |  |  |  |  |  |  |
|                        | Parti ouvrier socialiste luxembourgeois (LSAP)                   | 837 887   | 27,23 | 6,34 | 18     | 3             |  |  |  |  |  |  |  |  |
|                        | Parti démocratique (DP)                                          | 497 631   | 16,17 | 2,51 | 11     | 3             |  |  |  |  |  |  |  |  |
|                        | Comité d'action pour les retraites au 5/6ème pour tous           | 225 044   | 7,31  | 7,31 | 4      | Nv.           |  |  |  |  |  |  |  |  |
|                        | Liste verte, initiative écologiste (GLEI)                        | 129 504   | 4,21  | 4,21 | 2      | 2             |  |  |  |  |  |  |  |  |
|                        | Parti de l'alternative verte (GAP)                               | 127 607   | 4,15  | 1,01 | 2      | en stagnation |  |  |  |  |  |  |  |  |
|                        | Parti communiste luxembourgeois (KPL)                            | 157 265   | 5,11  | 0,07 | 1      | 1             |  |  |  |  |  |  |  |  |
|                        | Mouvement national (NB)                                          | 82 009    | 2,67  | 2,67 | 0      | Nv.           |  |  |  |  |  |  |  |  |
|                        | Liste écologiste du Nord                                         | 16 649    | 0,54  | 0,54 | 0      | Nv.           |  |  |  |  |  |  |  |  |
|                        | Contre le racisme et le fascisme (RPS)                           | 8 229     | 0,27  | 0,27 | 0      | Nv.           |  |  |  |  |  |  |  |  |
|                        | Parti républicain                                                | 8 106     | 0,26  | 0,26 | 0      | Nv.           |  |  |  |  |  |  |  |  |
|                        | Liste des démocrates modérés populaires chrétiens luxembourgeois | 5 807     | 0,19  | 0,19 | 0      | Nv.           |  |  |  |  |  |  |  |  |
|                        | Liste pour le Eislécker et une politique régionale               | 4 013     | 0,13  | 0,13 | 0      | Nv.           |  |  |  |  |  |  |  |  |
|                        | Pourquoi pas?                                                    | 1 413     | 0,05  | 0,05 | 0      | Nv.           |  |  |  |  |  |  |  |  |
|                        | Parti des citoyens                                               | 871       | 0,03  | 0,03 | 0      | Nv.           |  |  |  |  |  |  |  |  |
|                        | Alliance de l'alternative verte (GRAL)                           | 849       | 0,03  | 0,03 | 0      | Nv.           |  |  |  |  |  |  |  |  |
| Total des voix         | Total des voix                                                   | 3 077 414 | 100   |      |        |               |  |  |  |  |  |  |  |  |
|                        |                                                                  |           |       |      |        |               |  |  |  |  |  |  |  |  |
| Votes valides          | Votes valides                                                    | 180 733   | 94,46 |      |        |               |  |  |  |  |  |  |  |  |
| Votes blancs et nuls   | Votes blancs et nuls                                             | 10 599    | 5,54  |      |        |               |  |  |  |  |  |  |  |  |
| Total                  | Total                                                            | 191 332   | 100   | -    | 60     | 4             |  |  |  |  |  |  |  |  |
| Abstentions            | Abstentions                                                      | 27 608    | 12,61 |      |        |               |  |  |  |  |  |  |  |  |
| Inscrits/Participation | Inscrits/Participation                                           | 218 940   | 87,39 |      |        |               |  |  |  |  |  |  |  |  |

### Résultats par circonscription
| Sud Est Centre Nord |

| Circonscriptions         | Circonscriptions                  | Sud       | Sud       | Sud    | Sud           | Est     | Est     | Est    | Est           | Centre    | Centre    | Centre | Centre        | Nord    | Nord    | Nord   | Nord          |
| ------------------------ | --------------------------------- | --------- | --------- | ------ | ------------- | ------- | ------- | ------ | ------------- | --------- | --------- | ------ | ------------- | ------- | ------- | ------ | ------------- |
|                          |                                   |           |           |        |               |         |         |        |               |           |           |        |               |         |         |        |               |
| Sièges                   | Sièges                            | 23        | 23        | 23     | 2             | 7       | 7       | 7      | en stagnation | 21        | 21        | 21     | 2             | 9       | 9       | 9      | en stagnation |
|                          |                                   |           |           |        |               |         |         |        |               |           |           |        |               |         |         |        |               |
|                          |                                   | Nombre    | Nombre    | %      | %             | Nombre  | Nombre  | %      | %             | Nombre    | Nombre    | %      | %             | Nombre  | Nombre  | %      | %             |
| Total des voix           | Total des voix                    | 1 586 609 | 1 586 609 | 100,00 | 100,00        | 141 669 | 141 669 | 100,00 | 100,00        | 1 102 619 | 1 102 619 | 100,00 | 100,00        | 246 517 | 246 517 | 100,00 | 100,00        |
| Valides                  | Valides                           | 73 740    | 73 740    | 94,33  | 94,33         | 21 321  | 21 321  | 94,61  | 94,61         | 56 349    | 56 349    | 94,56  | 94,56         | 29 323  | 29 323  | 94,50  | 94,50         |
| Blancs et nuls           | Blancs et nuls                    | 4 435     | 4 435     | 5,67   | 5,67          | 1 215   | 1 215   | 5,39   | 5,39          | 3 242     | 3 242     | 5,44   | 5,44          | 1 707   | 1 707   | 5,50   | 5,50          |
| Votants                  | Votants                           | 78 175    | 78 175    | 100,00 | 100,00        | 22 536  | 22 536  | 100,00 | 100,00        | 59 591    | 59 591    | 100,00 | 100,00        | 31 030  | 31 030  | 100,00 | 100,00        |
| Abstentions              | Abstentions                       | 10 453    | 10 453    | 11,79  | 11,79         | 3 230   | 3 230   | 12,54  | 12,54         | 9 794     | 9 794     | 14,12  | 14,12         | 4 131   | 4 131   | 11,75  | 11,75         |
| Inscrits / Participation | Inscrits / Participation          | 88 628    | 88 628    | 88,21  | 88,21         | 25 766  | 25 766  | 87,46  | 87,46         | 69 385    | 69 385    | 85,89  | 85,89         | 35 161  | 35 161  | 88,25  | 88,25         |
|                          |                                   |           |           |        |               |         |         |        |               |           |           |        |               |         |         |        |               |
| Partis                   | Partis                            | Voix      | %         | Sièges | +/−           | Voix    | %       | Sièges | +/−           | Voix      | %         | Sièges | +/−           | Voix    | %       | Sièges | +/−           |
|                          | CSV                               | 489 316   | 30,84     | 8      | en stagnation | 47 918  | 33,82   | 3      | en stagnation | 344 500   | 31,24     | 7      | 2             | 92 796  | 37,64   | 4      | 1             |
|                          | LSAP                              | 535 962   | 33,78     | 9      | 2             | 37 328  | 26,35   | 2      | en stagnation | 215 697   | 19,56     | 5      | 1             | 48 900  | 19,84   | 2      | en stagnation |
|                          | DP                                | 148 991   | 9,39      | 2      | 1             | 25 899  | 18,28   | 1      | 1             | 266 981   | 24,21     | 6      | 1             | 55 760  | 22,62   | 2      | en stagnation |
|                          | Akt.                              | 101 068   | 6,37      | 1      | 1             | 16 182  | 11,42   | 1      | 1             | 83 021    | 7,53      | 1      | 1             | 24 773  | 10,05   | 1      | 1             |
|                          | GLEI                              | 60 336    | 3,80      | 1      | 1             | 4 176   | 2,95    | 0      | Nv            | 64 992    | 5,89      | 1      | 1             |         |         |        |               |
|                          | GAP                               | 77 441    | 4,88      | 1      | en stagnation | 4 636   | 3,27    | 0      | Nv            | 45 530    | 4,13      | 1      | en stagnation |         |         |        |               |
|                          | KPL                               | 115 839   | 7,30      | 1      | 1             | 2 075   | 1,47    | 0      | en stagnation | 35 725    | 3,24      | 0      | en stagnation | 3 626   | 1,47    | 0      | en stagnation |
|                          | NB                                | 48 556    | 3,06      | 0      | Nv            | 2 606   | 1,84    | 0      | Nv            | 30 847    | 2,80      | 0      | Nv            |         |         |        |               |
|                          | D'Ekologisten fir den Norden      |           |           |        |               |         |         |        |               |           |           |        |               | 16 649  | 6,75    | 0      | Nv            |
|                          | RPS                               | 8 229     | 0,52      | 0      | Nv            |         |         |        |               |           |           |        |               |         |         |        |               |
|                          | Republikanesch Partei             |           |           |        |               | 8 106   | 0,74    | 0      | Nv            |           |           |        |               |         |         |        |               |
|                          | Krëschtlech Volleksdemokraten     | 5 807     | 0,53      | 0      | Nv            |         |         |        |               |           |           |        |               |         |         |        |               |
|                          | Eislécker an eng regional Politik |           |           |        |               | 4 013   | 1,63    | 0      | Nv            |           |           |        |               |         |         |        |               |
|                          | Firwat net?                       | 1 413     | 0,13      | 0      | Nv            |         |         |        |               |           |           |        |               |         |         |        |               |
|                          | Bürgerpartei                      | 871       | 0,06      | 0      | Nv            |         |         |        |               |           |           |        |               |         |         |        |               |
|                          | GRAL                              |           |           |        |               | 849     | 0,60    | 0      | Nv            |           |           |        |               |         |         |        |               |

### Composition de la Chambre des députés
| Sud | Est | Centre | Nord |
| --- | --- | --- | --- |
| 1. Jean Asselborn (LSAP) 2. Josy Barthel (DP) 3. Mars Di Bartolomeo (LSAP) 4. Alex Bodry (LSAP) 5. Joseph Brebsom (LSAP) 6. François Colling (CSV) 7. Marcelle Lentz-Cornette (CSV) 8. Camille Dimmer (CSV) 9. Lydie Err (LSAP) 10. Gaston Gibéryen (Akt.) 11. Henri Grethen (DP) 12. Jean Huss (GAP) 13. Jean-Claude Juncker (CSV) 14. Johny Lahure (LSAP) 15. Lucien Lux (LSAP) 16. Jim Meisch (GLEI)* 17. Jacques F. Poos (LSAP) 18. René Putzeys (CSV) 19. Viviane Reding (CSV) 20. Jean Regenwetter (LSAP) 21. Jean Spautz (CSV) 22. René Urbany (KPL) 23. Michel Wolter (CSV) | 1. Fernand Boden (CSV) 2. Robert Gitzinger (DP) 3. Fernand Kons (CSV) 4. Norbert Konter (CSV) 5. Robert Mehlen (Akt.) 6. Jos Scheuer (LSAP) 7. Marcel Schlechter (LSAP) | 1. Thers Bodé (GAP)** 2. Willy Bourg (CSV) 3. Anne Brasseur (DP) 4. Ben Fayot (LSAP) 5. Marc Fischbach (CSV) 6. Colette Flesch (DP) 7. Pierre Frieden (CSV) 8. Robert Goebbels (LSAP) 9. René Hengel (LSAP) 10. René Konen (DP) 11. Mill Krieps (DP) 12. Robert Krieps (LSAP) 13. Carlo Meintz (DP) 14. Lydie Wurth-Polfer (DP) 15. Fernand Rau (CSV) 16. Jacques Santer (CSV) 17. Erna Hennicot-Schoepges (CSV) 18. Josy Simon (Akt.) 19. Mady Delvaux-Stehres (LSAP) 20. Alphonse Theis (CSV) 21. Jup Weber (GLEI) | 1. Emile Calmes (DP) 2. Charles Goerens (DP) 3. Marie-Josée Jacobs (CSV) 4. Édouard Juncker (CSV) 5. Jean-Pierre Koepp (Akt.) 6. Henri Mausen (CSV) 7. René Steichen (CSV) 8. Camille Weiler (LSAP) 9. Georges Wohlfart (LSAP) |
| *Jim Meisch n'a finalement pas siégé et a été remplacé par Nick Clesen **Thers Bodé est décedée avant la séance constitutionelle et a été remplacée par François Bausch | | | |